# Pediocactus nigrispinus
Pediocactus nigrispinus là một loài thực vật có hoa trong họ Cactaceae. Loài này được (Hochstätter) Hochstätter mô tả khoa học đầu tiên năm 1992.

## Hình ảnh

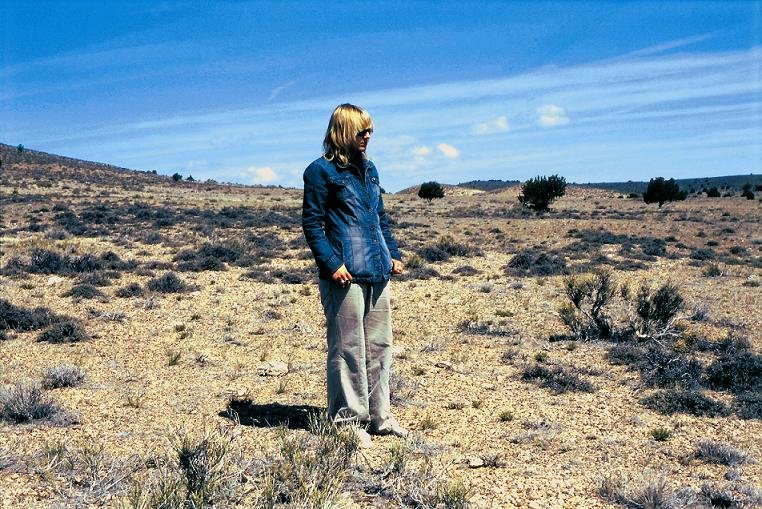
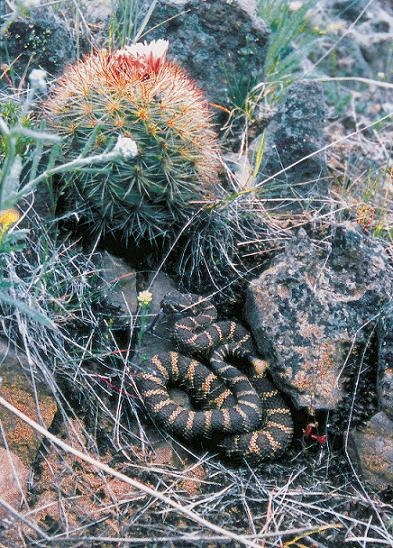
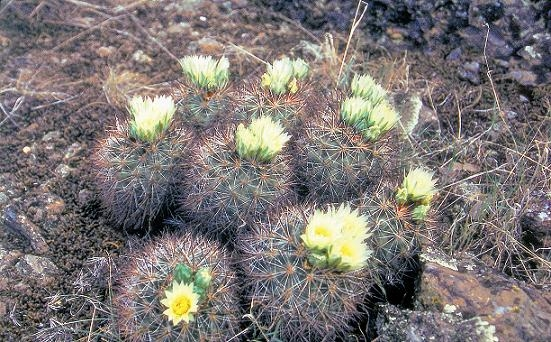
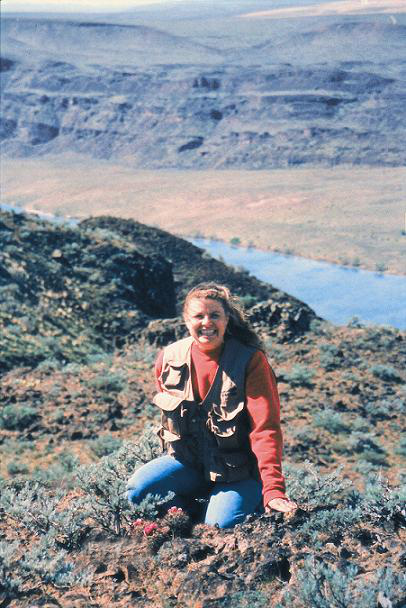